# Toray Pan Pacific Open 1989
Il Toray Pan Pacific Open 1989 è stato un torneo di tennis giocato sul sintetico indoor.
È stata la 14ª edizione del Toray Pan Pacific Open, che fa parte della categoria Tier III nell'ambito del WTA Tour 1989.
Si è giocato al Tokyo Metropolitan Gymnasium di Tokyo, in Giappone, dal 31 gennaio al 5 febbraio 1989.

## Campionesse

### Singolare
Martina Navrátilová ha battuto in finale  Lori McNeil con il punteggio di 6–7, 6–3, 7–6

### Doppio
Katrina Adams /  Zina Garrison hanno battuto in finale  Mary Joe Fernández /  Claudia Kohde Kilsch con il punteggio di 6–3, 3–6, 7–6